# Eficàcia lluminosa
L' eficàcia lluminosa  d'una font de llum és la relació existent entre el flux lluminós (en lúmens) emès per una font de llum i la potència consumida (en watts).
Depenent del context, la potència pot ser el flux radiant o pot ser la potència elèctrica consumida per la font.
En el primer dels casos se sol anomenar eficàcia lluminosa de la radiació (LER) i en el segon eficàcia lluminosa d'una font (LES) o també rendiment lluminós.

## Eficàcia lluminosa de la radiació

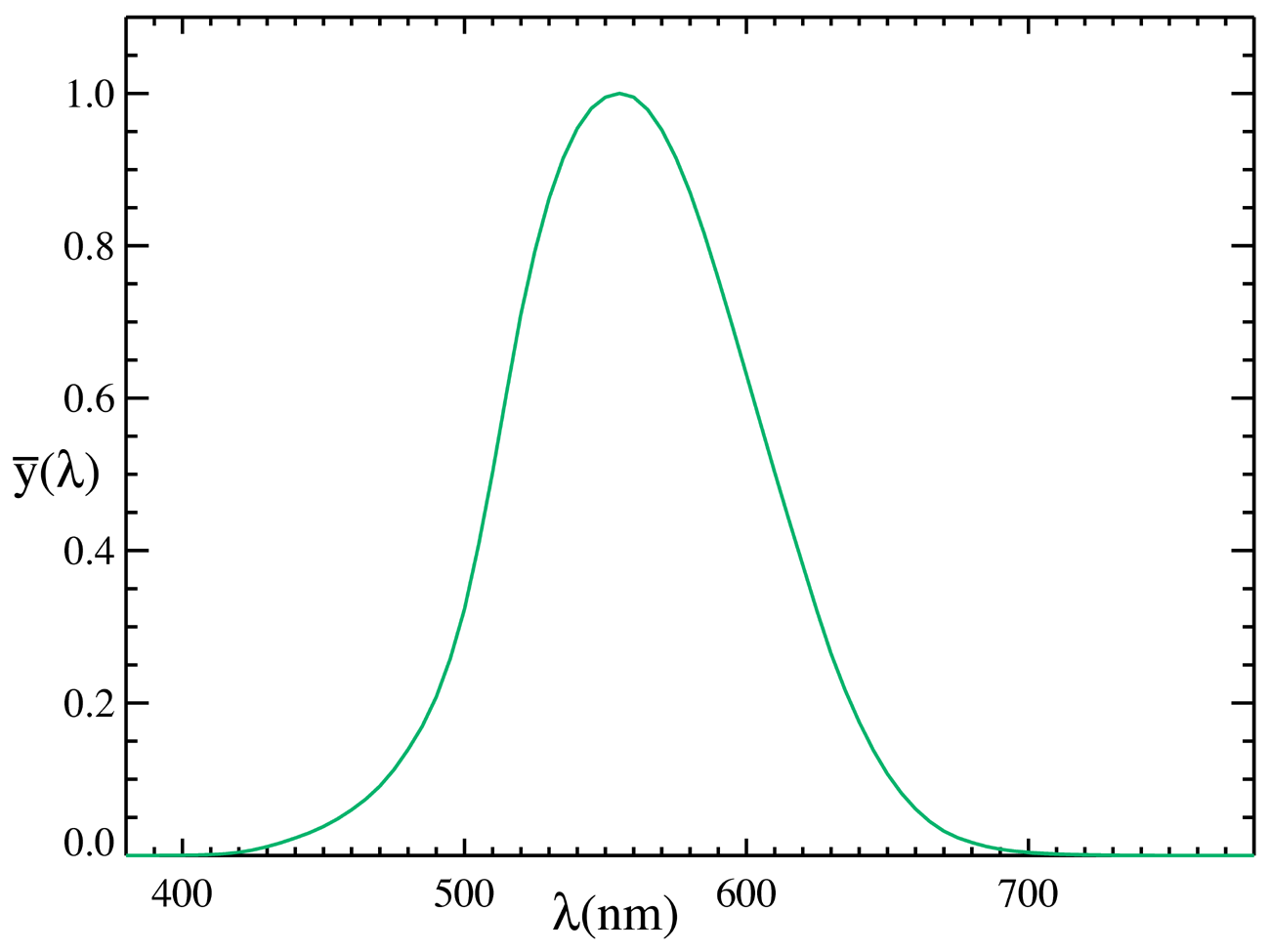
Resposta d'un ull humà tipus a la llum, segons estandardització de la CIE el 1924.

L'eficàcia lluminosa de la radiació mesura la part d'energia electromagnètica que es fa servir per il·luminar i s'obté dividint el flux lluminós pel flux radiant.
Al SI, l'eficàcia lluminosa ve expressada en lúmens per watt (lm/W). L'eficàcia lluminosa d'una radiació té un valor màxim possible de 683 lm/W, per al cas d'una llum monocromàtica d'una longitud d'ona de 555 nm (verd).

## Eficàcia lluminosa d'una font
L'eficàcia lluminosa d'una font de llum o rendiment lluminós mesura la part d'energia elèctrica que es fa servir per il·luminar i s'obté dividint el flux lluminós emès per la potència elèctrica consumida.

## Eficàcia i eficiència
En altres sistemes d'unitats diferents al SI, el flux lluminós té les mateixes unitats que el flux radiant, l' eficàcia lluminosa  de la radiació és llavors adimensional i sovint se l'anomena  eficiència lluminosa  o Coeficient Lluminós i pot ser expressada com un percentatge. També és usual triar que unitats com ara l'eficàcia màxima possible, 683 lm/W, corresponguin a una eficiència del 100%. La distinció entre  eficàcia  i  eficiència  no és sempre mantinguda amb rigor en algunes publicacions o escrits tècnics, per la qual cosa no és estrany veure  eficiències  expressades en lúmens per watt i  eficàcies  expressades com un percentatge.

## Exemples
La següent taula mostra les eficàcia i eficiència lluminoses de diverses fonts de Làmpada:
| Categoria             | Tipus                                       | Eficàcia lluminosa (lm/W) | Eficiència lluminosa |
| --------------------- | ------------------------------------------- | ------------------------- | -------------------- |
| Combustió             | Espelma                                     | 0,3                       | 0,04%                |
|                       | Gas natural                                 | 1-2                       | 0,15-0,3%            |
| Incandescent          | 100-200 W tungstè incandescent (230 V)      | 13/08 -15.2               | 2.0-2,2%             |
|                       | 100-200-500 W tungstè halogen (230 V)       | 16/07 -17.6 -19.8         | 2.4-2.6-2,9%         |
|                       | 5-40-100 W tungstè incandescent (120 V)     | 5-12.6 -17.5              | 0.7-1.8-2,6%         |
|                       | Làmpades fotogràfiques i de projecció       | 35                        | 01/05%               |
| Làmpada LED           | LED blanc (sense font d'alimentació)        | 4.5-150                   | 0.66-22,0%           |
|                       | 04/01 W Làmpada LED de Rosca Edison (120 V) | 58.5-82.9                 | 8.6-12,1%            |
|                       | 7 W LED PAR20 (120 V)                       | 28/06                     | 4,2%                 |
| Làmpada d'Arc         | Làmpada de xenó                             | 30-50                     | 4.4-7,3%             |
| Fluorescent           | T12 tub amb balast magnètic                 | 60                        | 9%                   |
|                       | 9-32 W fluorescent compacta                 | 46-75                     | 8-11.45%             |
|                       | T8 tub amb balast electrònic                | 80-100                    | 12-15%               |
|                       | T5 tub                                      | 70-104.2                  | 10-15,63%            |
| Làmpada de descàrrega | 1400 W Làmpada de sulfurs                   | 100                       | 15%                  |
|                       | Làmpada d'halur metàl·lic                   | 65-115                    | 9.5-17%              |
|                       | Làmpades de sodi d'alta pressió             | 85-150                    | 12-22%               |
|                       | Làmpades de sodi d'alta pressió             | 100-200                   | 15-29%               |
| Fonts ideals          | Cos negre a 5800 K                          | 251                       | 37%                  |
|                       | Làmpada verda a 555 nm (màxim LER possible) | 683,002                   | 100%                 |

## Unitats
| Magnitud             | Símbol | Unitat del SI             | abeura. | Notes                                                          |
| -------------------- | ------ | ------------------------- | ------- | -------------------------------------------------------------- |
| Energia lluminosa    | Q v    | lumen segon               | lm·s    | A vegades es fa servir la denominació Talbot, aliena al SI     |
| Flux lluminós        | F      | lumen (= cd·sr)           | lm      | Mesura de la potència lluminosa percebuda                      |
| Intensitat lluminosa | I v    | candela (= lm/sr)         | cd      | Una Unitat bàsica del SI                                       |
| Luminància           | L v    | candela per metre quadrat | cd/m 2  | A vegades es fa servir la denominació nit, aliena al SI        |
| Il·luminació         | E v    | lux (= lm/m 2 )           | lx      | Usat per mesurar la incidència de la llum sobre una superfície |
| Emitància lluminosa  | M v    | lux (= lm/m 2 )           | lx      | Usat per mesurar la llum emesa per una superfície              |
| Eficàcia lluminosa   |        | lumen per watt            | lm/W    | Raó entre flux lluminós i flux radiant                         |